# Brock (Ostbevern)

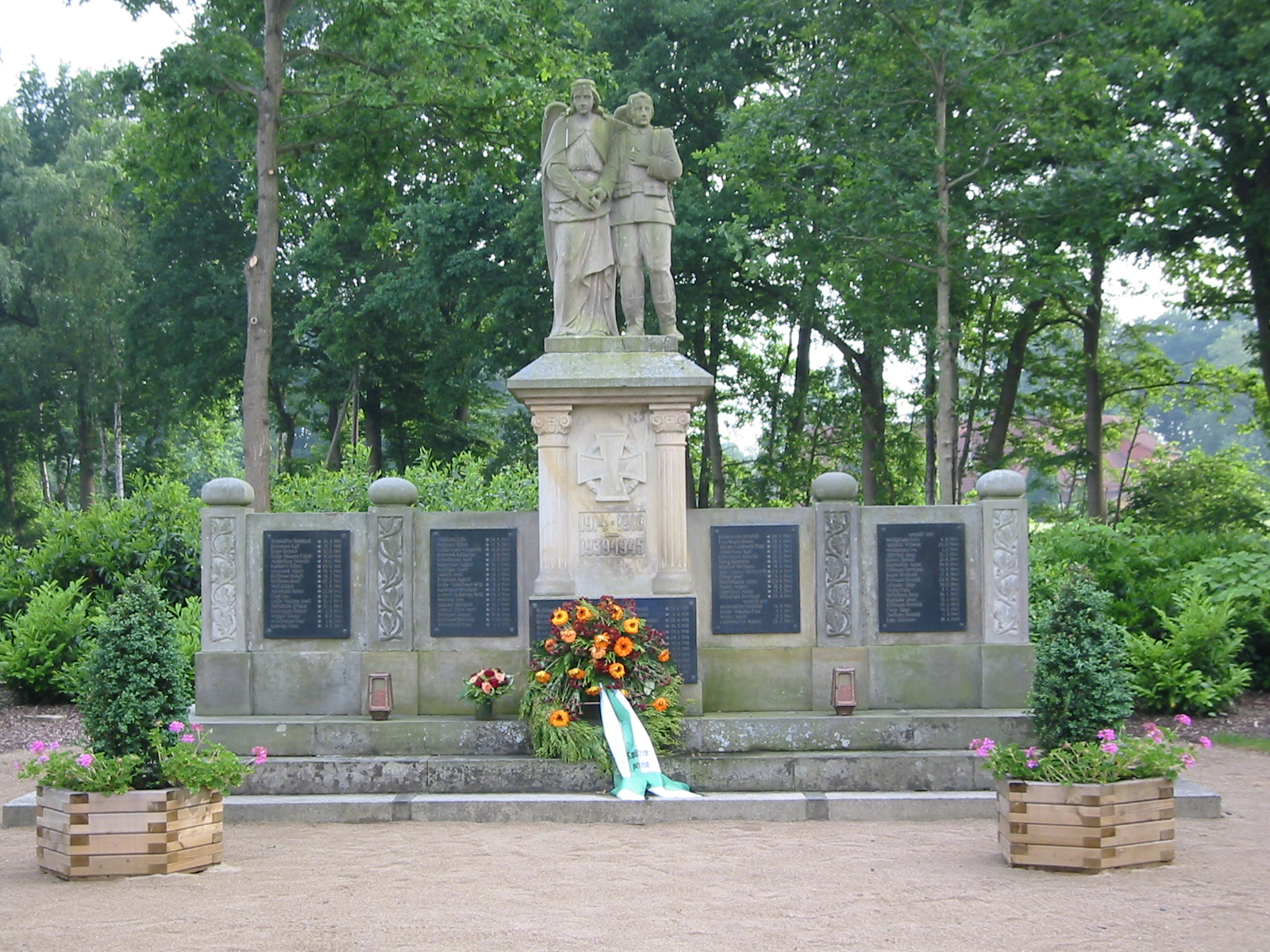
Kriegerdenkmal im Brock

Brock (gesprochen Brook) ist ein Ortsteil von Ostbevern im Kreis Warendorf in Nordrhein-Westfalen.

## Lage
Brock ist ein typisches Wegedorf. Es liegt an der Kreuzung der Landesstraßen 830 und 811. Umliegend ist die Bauerschaft Brock.

## Einwohner
Die Ortschaft hatte am 31. Dezember 2011 585 Einwohner.

## Geschichte
Die Ortschaft wurde ursprünglich zu Westbevern gerechnet. Am 1. Januar 1975 wurde es  im Rahmen der Gebietsreform in Nordrhein-Westfalen zu Ostbevern gezählt. Dadurch wuchs Ostbevern um 1200 Einwohner an (Ort mit Umland).

## Einrichtungen
Unmittelbar an der Kreuzung befindet sich die Herz-Jesu-Kirche. Des Weiteren befindet sich das Museum der historischen Waschtechnik dort. Seit 1981 ist dort eine Fachwerksiedlung entstanden, deren Baumaterialien von alten Gebäuden aus verschiedenen Regionen stammen.